# Ansvarsfrihet
Ansvarsfrihet är ett juridiskt begrepp inom lagstiftningen för juridiska personer (organisationer). Normalt beviljas de ansvariga på årsmöte eller bolagsstämma ansvarsfrihet för den gångna räkenskapsperioden. Detta påverkar föreningens eller företagets rätt att stämma personerna för hur de skött sina uppdrag.

## Ansvarsfrihet iaktiebolag
Beslut om ansvarsfrihet för styrelseledamöter och verkställande direktör utgör enligt den svenska aktiebolagslagen (2005:551) ett obligatoriskt ärende på årsstämma. I normalfallet har revisorerna tillstyrkt ansvarsfrihet, och det är mera sällan som frågan vållar debatt eller skapar frågeställningar vid beslutfattandet. Bolagsstämman fattar därvid rutinmässigt beslut om att bevilja styrelseledamöterna och verkställande direktören ansvarsfrihet för det gångna räkenskapsåret.
Ansvarsfrihet i aktiebolag är föremålet för en avhandling av advokaten och rättsvetenskapsmannen Carl Svernlöv, Ansvarsfrihet. Dechargeinstitutet i svensk aktiebolagsrätt, Norstedts juridik 2007. Avhandlingen behandlar frågeställningar kring det ansvarsfrihetsbeslut som årligen skall fattas vid årsstämman i alla svenska aktiebolag. Utifrån ett internationellt, komparativt perspektiv undersöks ansvarsfrihetsinstitutet i detalj, inklusive dess rättsverkningar och omfattning i såväl tid som personkrets samt de viktiga undantag från meddelad ansvarsfrihet som följer av lag och praxis.
Om bolagsstämman beslutat att bevilja styrelseledamot eller verkställande direktör ansvarsfrihet (eller att inte föra en skadeståndstalan) utan att minst en tiondel av samtliga aktier vid bolagsstämman har röstat emot förslaget är huvudregeln att ingen talan om skadestånd till bolaget får väckas mot personen i fråga. Denna huvudregel har vissa undantag. 
För det första innebär undantaget i 29:11 ABL att beviljad ansvarsfrihet enligt 7:11 ABL eller inträdd preskription enligt 29:10 ABL befriar en person som meddelats ansvarsfrihet från ansvar för ett visst beslut eller en viss åtgärd endast i den mån informationsunderlaget var väsentligen riktigt och fullständigt med avseende på åtgärden vid den bolagsstämma som fattade be-slut om ansvarsfrihet eller, beträffande preskriptionsregeln, där årsredovisning och revisionsberättelse framlades. Lokutionerna »i årsredovisningen» och »i revisionsberättelsen» skall därvid tolkas snävt och inga andra handlingar torde rymmas inom dessa rekvisit. Däremot kan inom uppgifter som lämnats »på annat sätt», omfattas i princip all muntlig eller skriftlig information som framkommer eller föreligger under den formella bolagsstämmosammanträdet. Utan samtliga aktieägares samtycke omfattas, med hänsyn till bestämmelsens ordalydelse och ändamål, emellertid inte information som lämnats till aktieägarna utanför stämman, oavsett om samtliga aktieägare kan anses ha fått del av dem. Vad gäller andra personer än ansvarsfrihetens primärsubjekt, torde upplysningar om relevant ansvarsgrundande beslut eller åtgärd mer sällan redovisas i detalj i årsredovisningen eller revisionsberättelsen, och värdet av meddelad ansvarsfrihet för dessa kategorier kan med hänsyn därtill anses begränsad. 
Vidare gäller som undantag från beviljad ansvarsfrihet enligt 29:12 ABL att bolagets styrelse får föra en skadeståndstalan som grundas på brott, noteras att det är tillräckligt för dess tillämpning att rekvisiten för ett visst brott är uppfyllda. I kapitlet konstateras vidare att övervägande skäl talar för att bolagsstämman fortfarande – även utan uttrycklig bestämmelse i lag – kan med bindande verkan fatta ett ansvarsfrihet som omfattar en brottslig gärning.
Till sist har enligt 29:14 ABL, efter att bolaget försatts i konkurs, konkursboet möjlighet att föra skadeståndstalan trots att frihet från skadeståndsansvar inträtt enligt 29:7, 29:8 eller 29:10 ABL. Efter utgången av den femåriga preskriptionsfristen får dock sådan talan inte väckas senare än sex månader från edgångssammanträdet. Någon särskild processförutsättning för att konkursboet skall få väcka talan föreligger inte.
Ett ansvarsfrihetsbeslut som är behäftat med ett formellt eller materiellt fel kan klandras precis som vilket annat bolagsstämmobeslut som helst, av aktieägare, styrelsen, enskilda styrelseledamöter samt den verkställande direktören. Varken styrelseledamöter eller verkställande direktören får dock på materiell grund klandra ett beslut att vägra ansvarsfrihet eller väcka talan. 
Ett klandrat ansvarsfrihetsbeslut som ogiltigförklaras innebär att något sådant beslut aldrig förelegat.

## Ansvarsfrihet i ideell organisation
Frågan om ansvarsfrihet ska behandlas på alla årsmöten för ideella organisationer som är juridiska personer. Skatteverket definierar detta som: "För att en ideell förening ska vara juridisk person krävs att den har antagit stadgar av viss fullständighet och valt styrelse." 
Att bevilja ansvarsfrihet innebär att medlemmarna utifrån den information de har på dechargemötet, som oftast är årsmöte,  godkänner hur styrelsen arbetat utifrån styrdokumenten. Det innebär att medlemmarna tycker att styrelsen arbetat korrekt.
Att inte bevilja ansvarsfrihet kan ses som en markering att man inte är nöjd med styrelsens arbete, att man misstänker att allt inte har skötts korrekt/lagligt, att man vill underlätta skadeståndsansvar eller att man har några resterande uppgifter man vill att styrelsen skall ha löst innan de kan beviljas ansvarsfrihet. Vid det sista alternativet kan olika kontrollfunktioner tillämpas; vanligast är antingen att beslut tas av nästa föreningsstämma eller att revisorerna får i uppgift att bedöma när uppgifterna lösts.
Praxis är att ledamöter som ej beviljats ansvarsfrihet inte får nytt förtroende.

### Begränsningar
Dock innebär ansvarsfrihet inte att ledamöterna under alla omständigheter är fria från ansvar. Om ansvarsfrihet inte beviljas (orsaken till detta måste stå i mötesprotokollet eller en bilaga) kan organisationen rikta skadeståndsanspråk mot styrelsen eller enskilda ledamöter. Även om ansvarsfrihet beviljas kan skadeståndsanspråk riktas i efterhand. En förutsättning för det är dock att man kan bevisa att beslutet togs på oriktiga förutsättningar under föreningsstämman och att denna information inte fanns tillgänglig när beslutet om ansvarsfrihet togs.

#### Preskription
Utifrån all fakta som tas upp under dechargemötet börjar en ettårig preskriptionstid att löpa, vilket innebär att man har ett år på sig att väcka skadeståndskrav. När ett år har fortlöpt kan man inte begära skadestånd, såvida det inte handlar om brott jämlikt Brottsbalken, då gäller de preskriptionsreglerna. Man bör uppmärksamma att preskriptionstiden utgår från när man upptäckte “felet”, så även saker som kommer fram efter dechargemötet kan leda till skadeståndsansvar.